# Phare de Gerðistangi
Le phare de Gerðistangi (en islandais : Gerðistangaviti) est situé à l'est de Vogar, dans la région de Suðurnes.